# Casaforte Bovet
Das Casaforte Bovet (in französisch Maison forte Bovet) ist ein Festes Haus im Ortsteil Le Pont der Gemeinde La Salle im Aostatal.

## Geschichte
Das Gebäude gehörte der Adelsfamilie Bovet. Die Bovetis, wie sie Jean-Baptiste de Tillier nennt, lebten in La Salle zwischen dem 13. und dem 16. Jahrhundert und waren dort eine wichtige Familie: Ein gewisser Aymonet Boveti, kaiserlicher Notar, wie in einem Kaufdokument des Kathedralkapitels vom 3. Januar 1372 erwähnt. Das feste Haus, dem die Bovetis ihren Namen verliehen, war nur eines von vielen festen Häusern, die in dieser Zeit gebaut wurden, wenn es auch eines der ältesten war:

On trouve (…) plusieurs tours et maisons fortes de gentilhommes, dont les principales sont celles de l’Archet, de Rubilly, de Léaval, de la Ruine et de Bozel sur Morgex, du Chatelar, de Lecours, des Corsi, et de Passorio, autrefois des Boveti, à La-Salle, et encore du Chatelar à la Thuille, dont les familles sont à présent toutes entièrement éteintes et anéanties.

„Man findet (…) etliche Türme und feste Häuser von Adligen, von denen die wichtigsten der Tour de l’Archet, das Casaforte Rubilly, das Casaforte Léaval, das Castello Pascal de la Ruine und das Casaforte Bozel in Morgex, das Castello di Châtelard, das Castello di Écours, das Casaforte dei Corsi und das Casaforte dei Passorio, ebenso wie das der Bovets in La Salle und der Châtelards in La Thuile sind und deren Familien heute ausgestorben und vernichtet sind.“

Später fiel das feste Haus in mütterlicher Linie von den Bovetis an die De Passorios, nach denen auch ein weiteres festes Haus im Ort benannt ist.
Im Juni 1691, als die Franzosen in das Valdigne einfielen, wurde das Casaforte Bovet beschädigt.
Das Casaforte Bovet wurde 1939 zum Nationaldenkmal erklärt. Das feste Haus wurde um 2006 restauriert, ist heute in privater Hand, als Wohnhaus umgebaut (6 Wohnungen) und daher nicht öffentlich zugänglich.

## Beschreibung
Das Casaforte Bovet erstreckt sich in seiner soliden, steinernen Struktur bei rechteckigem Grundriss über vier Stockwerke. Die Umfassungsmauern sind durch Strebewerke, ebenfalls aus Stein, verstärkt. Der alte Eingang auf der Nordseite zeigt einen Kielbogen mit Architrav und ein Element, das über dem Eingang hervorspringt, hat eine Schießscharte; daneben liegen Fenster aus verziertem Stein, ein Doppelfenster aus dem 15. Jahrhundert und ein Vierfachfenster, teilweise vermauert. Zwei Verteidigungselemente springen auf der Seite zum Mont Blanc hervor.
Im Inneren verbindet eine imposante Wendeltreppe aus Stein und Holz drei Stockwerke.
Draußen, im nicht sichtbaren Innenhof, steht ein großer Baum, ein etwa 250 Jahre alter, schwarzer Holunder.

## Galeriebilder

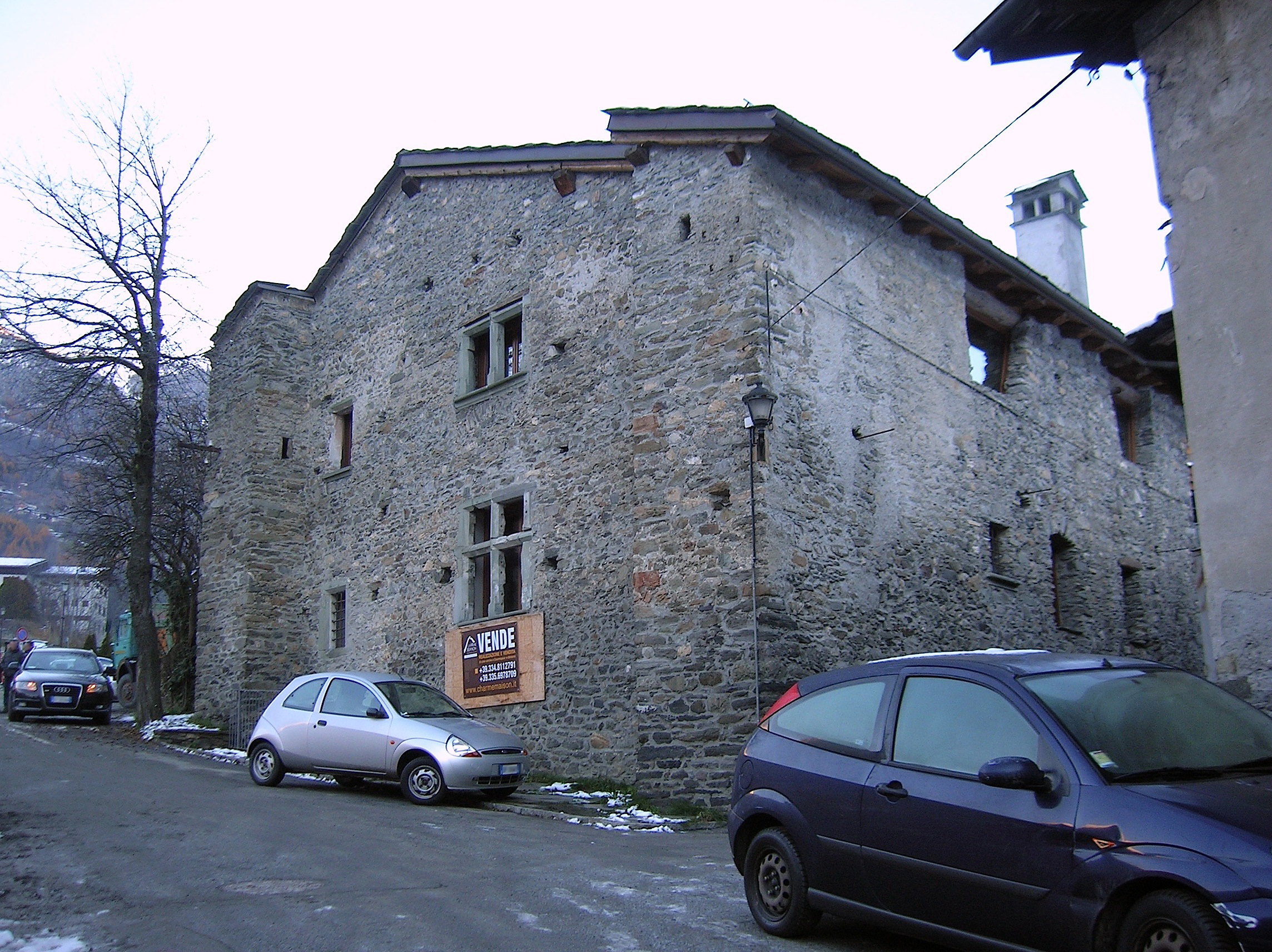
Die Seite zur Straße hinaus
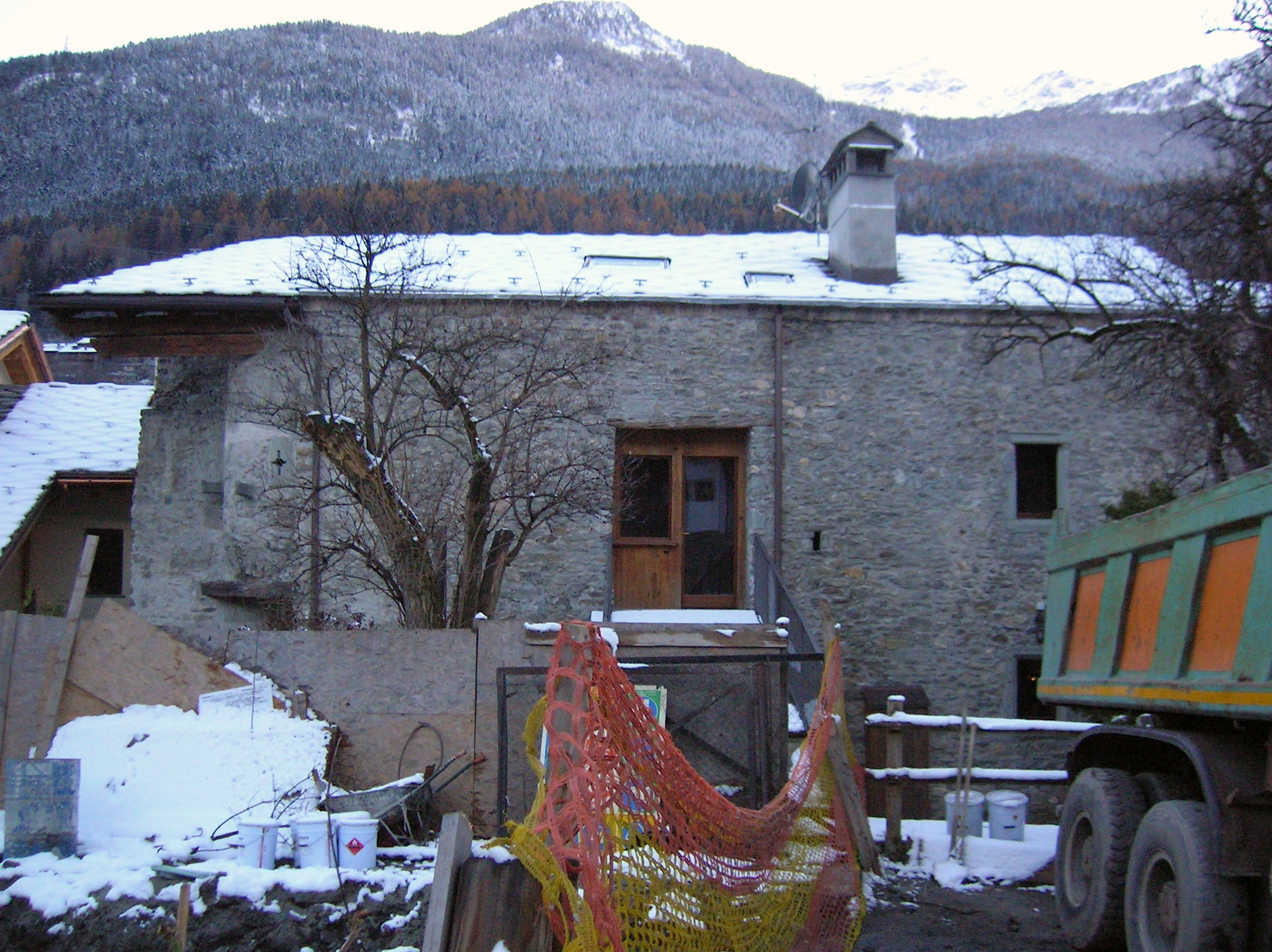
Seitenfassade mit Türmchen auf der linken Seite
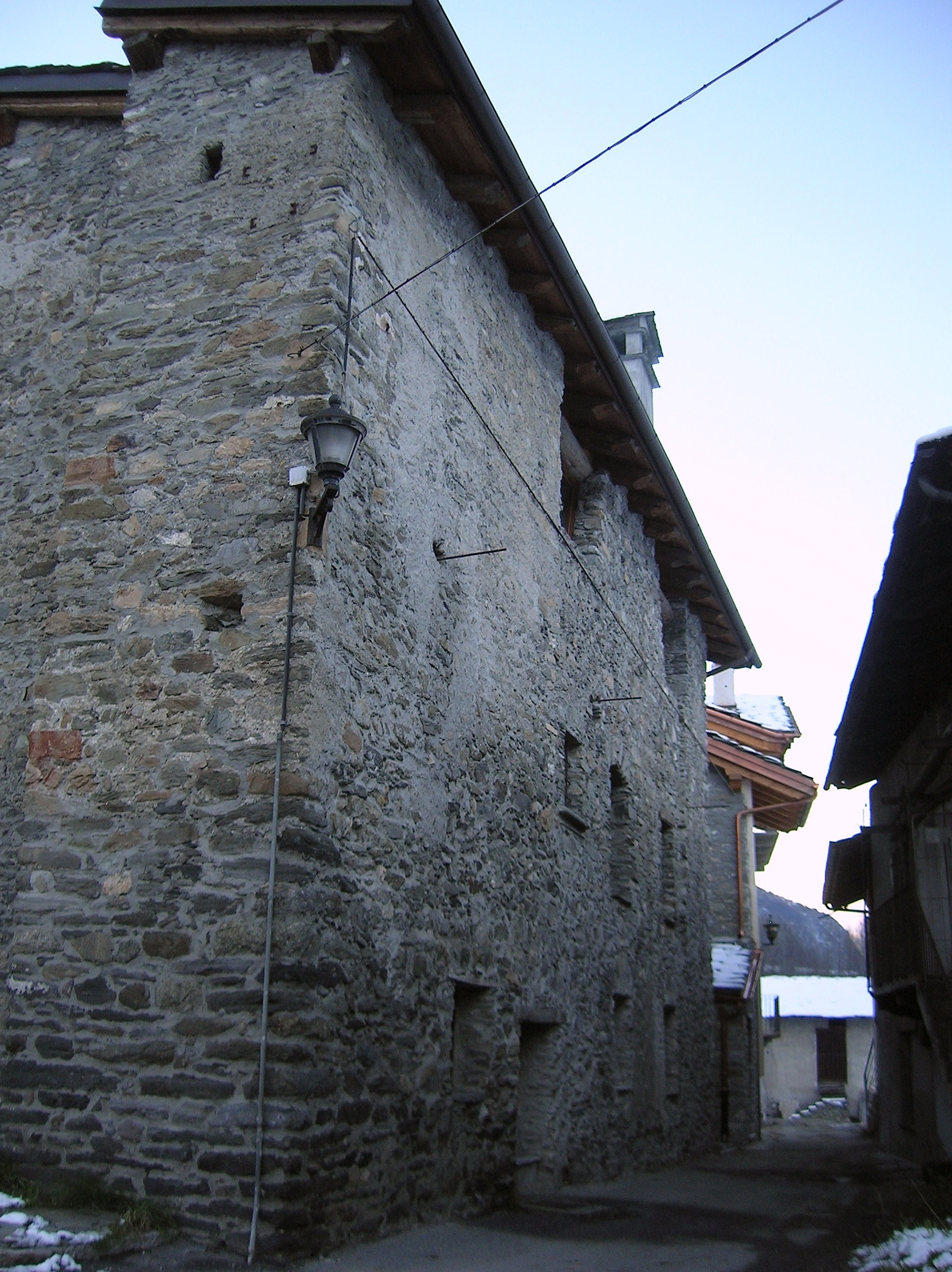
Seitenfassade zur Nebenstraße hinaus